# Statuto (diritto)

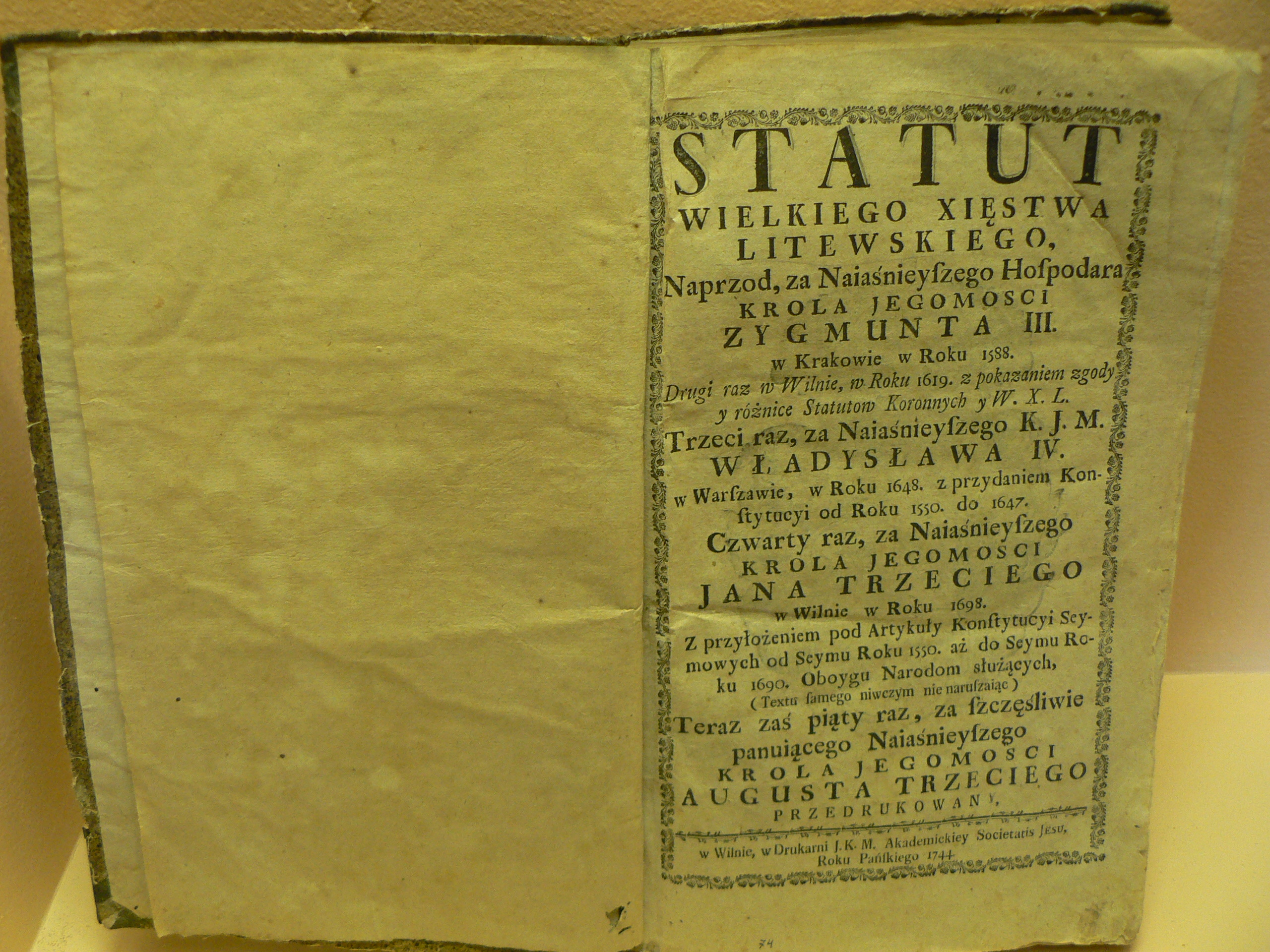
Statuto del Gran Ducato di Lituania, scritto in polacco

Uno statuto (dal latino statutum, participio passato neutro di statuĕre, 'statutare'), in diritto, è l'atto giuridico fondamentale che disciplina l'organizzazione e il funzionamento di un ente pubblico o privato. 
Nell'Ottocento veniva definita statuto una carta costituzionale ottriata (cioè concessa da un sovrano e non da un'assemblea elettiva), ma il termine viene oggi riferito solo agli enti diversi dallo Stato, per il quale si preferisce, quando ve ne siano i requisiti, parlare di costituzione.

## Evoluzione storica del significato

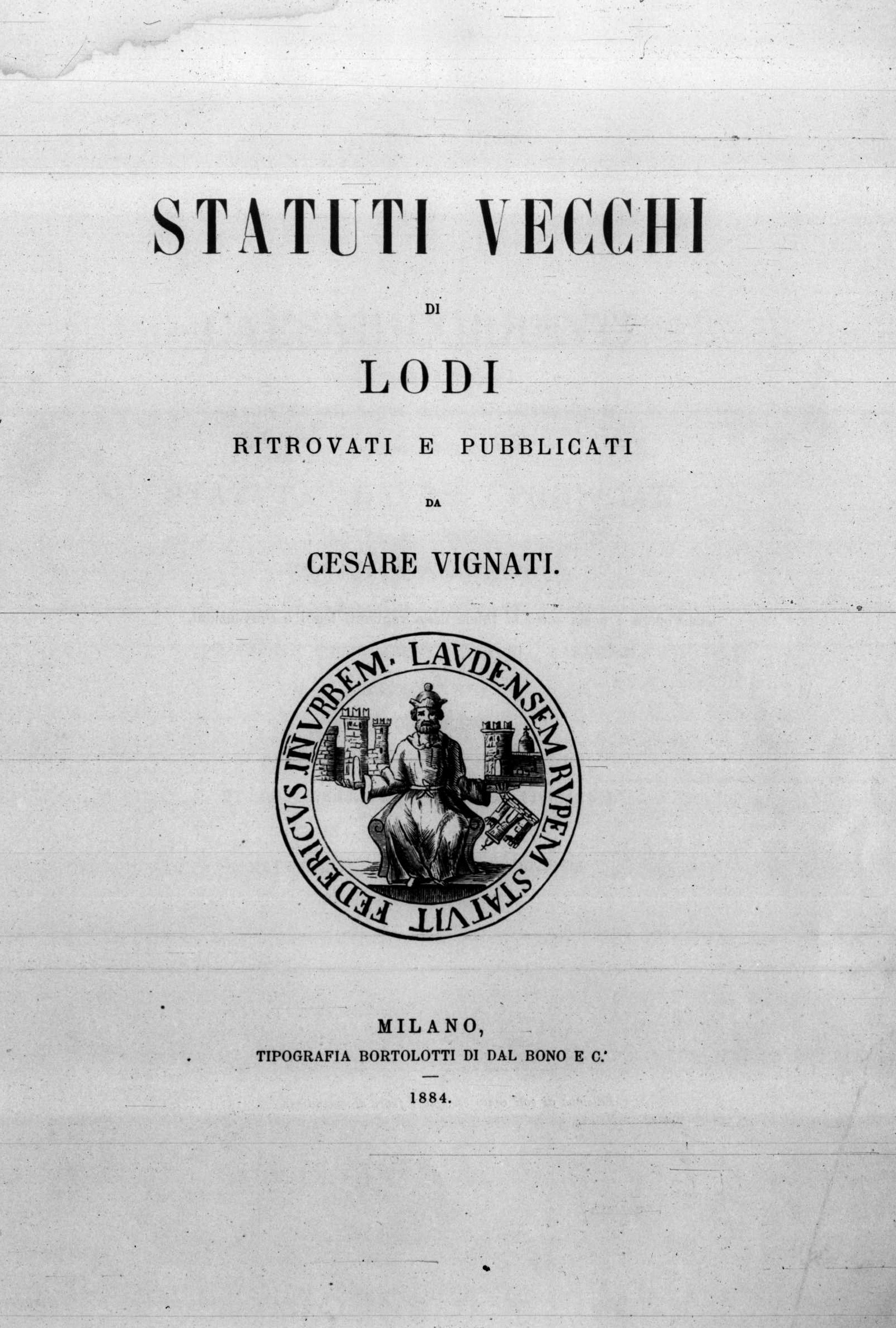
Cesare Vignati, Statuti vecchi di Lodi, 1884

### Nel Medioevo
In epoca medievale e rinascimentale lo statuto era la raccolta organica delle norme legislative e consuetudinarie che costituivano l'ordinamento giuridico di un comune, una corporazione o un altro ente, anche privato. Gli statuti comunali raccoglievano, oltre alle consuetudini locali, le deliberazioni dell'assemblea generale (gli statuta in senso stretto) e i brevia, giurati dai consoli e poi dal podestà dinanzi all'assemblea generale prima di assumere la carica; disciplinavano l'organizzazione e il funzionamento del comune ma contenevano anche disposizioni in materia civile, commerciale e penale. In seguito, specie nell'Italia meridionale, gli statuti divennero uno strumento mediante il quale le diverse collettività locali, costituite in universitas, rivendicavano maggiore autonomia nei confronti dei feudatari.

### Gli statuti costituzionali
Nel XIX secolo, invece, con il termine statuto vennero denominate alcune costituzioni concesse dai monarchi ai loro sudditi, principalmente a seguito dei moti del 1830-1831 e del 1848. Nell'uso dell'epoca, il termine costituzione assumeva il valore di patto tra il sovrano e il popolo, sul modello della Costituzione spagnola del 1812. Il termine statuto, invece, designava una carta costituzionale ottriata, ossia concessa unilateralmente (almeno sul piano formale) dal sovrano, come la Carta francese del 1814 concessa da Luigi XVIII e quella siciliana del 1812. Per questo motivo Carlo Alberto nel 1848 usò la denominazione di statuto per quello che passò alla storia come Statuto Albertino e fu, per un secolo, costituzione prima del Regno di Sardegna e poi del Regno d'Italia. Non era ottriata invece lo statuto costituzionale siciliano del 1848, perché emanata dal parlamento dell'isola.

### Atto normativo
Nei Paesi di common law il termine statute ha mantenuto il significato di atto normativo in generale (ossia di legge in senso materiale) e statute law designa il diritto prodotto mediante atti normativi, in contrapposizione a common law (o case law) che designa il diritto di matrice giurisprudenziale, prodotto in virtù del principio dello stare decisis.
Il termine statuto compare anche nel titolo delle leggi di alcune nazioni che disciplinano in modo organico i diritti e doveri di una determinata categoria, come lo Statuto dei lavoratori in Italia.

## Caratteri generali
Lo statuto ha diversa natura giuridica, secondo l'ente cui si riferisce: in un'organizzazione internazionale è un trattato plurilaterale fra gli stati partecipanti; in un ente pubblico è un atto normativo di rango variabile nella gerarchia delle fonti del diritto (si pensi al caso italiano dove si va dallo statuto "speciale" di alcune regioni, con rango di legge costituzionale, agli statuti comunali e provinciali, subordinati alla legge ordinaria); in un ente privato ha natura di negozio giuridico di diritto privato.
Lo statuto è manifestazione del potere riconosciuto all'ente di regolamentare la propria organizzazione e il proprio funzionamento. Inizialmente può essere allegato all'atto costitutivo dell'ente e, quindi, provenire da un soggetto esterno, come il fondatore nel caso di una fondazione. È comunque l'ente, attraverso gli organi e con le modalità stabilite dalla legge o dallo statuto stesso, ad avere il potere di modificare il proprio statuto, così come di adottarne il testo iniziale qualora non sia allegato all'atto costitutivo. Nel caso degli enti corporativi è a tal fine generalmente richiesta la deliberazione dell'organo collegiale che riunisce tutti gli associati (come l'assemblea dei soci) o i loro rappresentanti (come i consigli degli enti territoriali italiani). Ove manchi del tutto il potere dell'ente di adottare o modificare il proprio "statuto", siamo di fronte a un atto normativo che, per quanto così denominato, non può essere considerato uno statuto in senso proprio.

## Ruolo nelle legislazioni
Negli Stati regionali le regioni (o analoghi enti territoriali) hanno solitamente uno statuto, mentre gli stati (o gli enti comunque denominati) membri di una federazione hanno di solito una costituzione. A differenza delle costituzioni degli enti federati, che sono sempre atti dei medesimi, spesso gli statuti degli enti regionali sono adottati dallo stato centrale o, quantomeno, sottoposti alla sua approvazione: lo stato centrale li può adottare o approvare con legge costituzionale (è il caso delle regioni italiane a statuto speciale), legge organica (è il caso delle regioni spagnole) o legge ordinaria (era il caso delle regioni italiane a statuto ordinario, prima della legge costituzionale n. 3/2001, da allora con legge regionale statutaria). Nella gerarchia delle fonti del diritto gli statuti degli enti regionali (così come le costituzioni degli enti federati) sono subordinati alla costituzione dello stato centrale e sovraordinati alle leggi emanate dai rispettivi enti.

## Nel mondo

### Italia
In Italia le Regioni ordinarie sono disciplinate dallo statuto regionale, mentre quelle autonome da uno statuto speciale.
Gli enti locali e gli altri dotati di autonomia possono avere uno statuto: è il caso delle province e dei comuni, delle unione di comuni e delle università in Italia. Nel caso degli enti locali però, a differenza di quelli degli enti regionali, sono subordinati nella gerarchia delle fonti del diritto alle leggi ordinarie e sovraordinati ai regolamenti emanati dai rispettivi enti.
La possibilità riconosciuta a un ente pubblico di disciplinare con lo statuto la propria organizzazione e il proprio funzionamento è una particolare specie di autonomia normativa, detta autonomia statutaria. Questa può essere più o meno estesa, secondo le materie riservate allo statuto dalla fonte che l'attribuisce, sia essa costituzione, legge organica o legge ordinaria.